# Volkscultuur
Volkscultuur zijn alle collectieve, al of niet traditionele uitingen van het (gewone) volksleven, vaak gekend als gebruiken, steeds onder verwijzing naar traditie, verleden en nationale, regionale of lokale identiteiten, onderdeel van het cultureel erfgoed. Omdat elke generatie haar eigen keuzes maakt, is volkscultuur een dynamisch fenomeen. In de praktijk fungeert de benaming volkscultuur als een paraplubegrip voor bepaalde culturele fenomenen uit het verleden en heden, zo worden familiekunde, heemkunde, industriële archeologie en volkskunde als hoofdgroepen in de volkscultuur aangeduid.

## Diversiteit
Door de geschiedenis, politiek en andere sociale factoren is de volkscultuur wereldwijd verschillend en zeer divers. Zo zijn er typisch (West-)Europese of Nederlandse/Vlaamse gebruiken die elders in de wereld niet voorkomen. Hierbij kan gedacht worden aan Sinterklaas, Limburgse vlaaien, Brugse kant, het zien van Abraham en Sara, koekhappen, enzovoorts. Gebruiken van volkscultuur die wijder zijn verspreid, zijn bijvoorbeeld carnaval, halloween, sprookjes, tuinkabouters, monsters, huwelijksrituelen, volkssporten, paasvuren, wichelroedelopen, circussen, kermissen, braderieën, optochten, processies en rommelmarkten.

## Volkskunde
Volkskunde is het universitaire vak dat de volkscultuur bestudeert. Het heeft zich vooral in het Duitse taalgebied en in mindere mate in Scandinavië ontwikkeld tot een belangrijk academisch vak dat vooral raakvlakken heeft met culturele antropologie, etnologie, cultuurgeschiedenis, germanistiek en museumkunde. In Scandinavië spreekt men liever over Europese etnografie, in het Angelsaksische taalgebied ook wel over folklorestudies dan wel over bestudering van populaire cultuur.

## Instituten
Diverse instellingen, stichtingen en instituten houden zich met volkscultuur bezig. In Nederland betreft dit onder meer het Nederlands Centrum voor Volkscultuur en Immaterieel Erfgoed en het Meertens Instituut. In België was er tot 2007 het Vlaams Centrum voor Volkscultuur en evolueerde tot FARO. Ook bestaat er het Vlaams-Nederlandse tijdschrift 'Volkskunde' over de cultuur van het dagelijks leven. Dit academisch tijdschrift werd in 1888 opgericht door Pol De Mont en wordt tot op vandaag uitgegeven. De redactie van Volkskunde bestaat onder meer uit professoren Stefaan Top, Maarten Larmuseau en Hans Gybels.